# Nipponia (Zeitschrift)
Nipponia ist eine vierteljährlich erscheinende japanische Kulturzeitschrift.
Sie erscheint online auf Japanisch, Chinesisch, Englisch, Französisch, Koreanisch, Russisch, Spanisch und außer den genannten Sprachen gedruckt auch noch auf Arabisch, Deutsch, Indonesisch, Portugiesisch, Thailändisch, Türkisch und Vietnamesisch. Publiziert wird die Zeitschrift von Jun’ichi Ishikawa und herausgegeben wird sie vom japanischen Verlag K.K. Heibonsha (engl. Heibonsha, Ltd.). Die Zeitschrift selbst sieht sich als ein Magazin, welches das moderne Japan weltweit vorstellt.